# Zapowiedź (film)
Zapowiedź – amerykańsko-brytyjski dreszczowiec fantastyczno-naukowy z 2009 w reżyserii Alexa Proyasa. Film kręcono w Melbourne w Australii.

## Obsada
- Nicolas Cage – John Koestler
- Chandler Canterbury – Caleb Koestler
- Rose Byrne – Diana Wayland
- D.G. Maloney – nieznajomy
- Lara Robinson – Lucinda Embry/Abby Wayland
- Nadia Townsend – Grace Koestler
- Adrienne Pickering – Allison
- Danielle Carter – Panna Taylor
- Tamara Donnellan – matka Lucindy
- Ben Mendelsohn – Phil Bergman

## Fabuła
1959 rok. W trakcie uroczystości otwarcia nowej szkoły podstawowej, grupa uczniów zostaje poproszona o narysowanie swoich wyobrażeń o świecie przyszłości. Ich rysunki trafiają do specjalnej kapsuły czasu, która zostanie otwarta dopiero za 50 lat. Jedna z dziewczynek umieszcza w niej kartkę z szeregiem, na pozór przypadkowo wybranych cyfr, które rzekomo podpowiedziały jej tajemnicze głosy.
Pół wieku później nowi uczniowie przeglądają zawartość kapsuły, a sekretny szyfr trafia do rąk Caleba Koestlera (Chandler Canterbury) i jego ojca Johna, profesora astrofizyki (Nicolas Cage). Ten ostatni dokonuje niezwykłego odkrycia - na kartce zapisano, i to z zadziwiającą dokładnością, daty oraz liczbę ofiar największych kataklizmów, które nawiedziły Ziemię w ciągu ostatnich 50 lat. Studiując głębiej złowieszczy szyfr, John zauważa, że kryje on również zapowiedź kolejnych trzech katastrof, z których ostatnia będzie miała skalę światową.

## Ścieżka dźwiękowa
Poniżej przedstawiona jest lista utworów, które znalazły się na oficjalnej ścieżce dźwiękowej filmu, której kompozytorem jest Marco Beltrami.
1. „Main Titles”
2. „Door Jam”
3. „EMT”
4. „John and Caleb”
5. „New York”
6. „Aftermath”
7. „Not a Kid Anymore”
8. „Moose on the Loose”
9. „Stalking the Waylands”
10. „Numerology”
11. „It's the Sun”
12. „John Spills”
13. „Trailer Music”
14. „33”
15. „Loudmouth”
16. „Revelations”
17. „Thataway!”
18. „Shock and Aww”
19. „Caleb Leaves”
20. „Roll Over Beethoven”
21. „New World Round”
22. „Who Wants an Apple?”

W scenie umieszczenia kapsuły czasu w ziemi orkiestra dęta wykonuje motyw "Jowisza, zwiastuna radości" ("Jupiter, the Bringer of Jollity", 1914) Gustava Holsta. W jednej z ostatnich scen, mającej miejsce w Bostonie, jedynym tłem dźwiękowym jest „Allegretto” z VII symfonii Ludwiga van Beethovena. 